# 石垣広文
石垣 広文（、1963年〈昭和38年〉2月20日 - ）は、日本の俳優、スタントマン、殺陣師・アクション監督。ジャパンアクションエンタープライズ（JAE）に所属していた。山形県出身。

## 来歴・人物
趣味はオートバイ、特技は水泳、スキューバダイビング。
高校卒業後、1981年にジャパンアクションクラブ（現JAE）に入門（第12期）。同期には蜂須賀祐一・蜂須賀昭二兄弟がいる。
1980年代から1990年代にかけて、スーパー戦隊シリーズにてスーツアクターとして活躍。戦隊ヒーローでのデビュー作は『超獣戦隊ライブマン』（1988年）のブラックバイソン役。主に小柄なヒーローを演じることが多く、後年は敵幹部役も務めていた。
つかこうへいの舞台で活躍していた春田純一に憧れて1990年代後半から舞台の芝居を学び始める。その後作品制作へ魅力を感じたことや年齢的な問題からスタントコーディネートやアクションコーディネートへと転向した。俳優としては『ゴジラ×メカゴジラ』（2002年）で引退したと述べている。
『忍風戦隊ハリケンジャーVSガオレンジャー』（2003年）や『爆竜戦隊アバレンジャーVSハリケンジャー』（2004年）でアクション監督の竹田道弘の補佐等を務め、『特捜戦隊デカレンジャー』（2004年）のメイン監督の渡辺勝也が「まだ勉強中だから」と断ろうとする石垣に対し「（アクション監督の）勉強したいならくればいいじゃん」という誘いによりテレビシリーズのメインアクション監督に就任。以後、スーパー戦隊シリーズでは『海賊戦隊ゴーカイジャー』（2011年）までを担当し、仮面ライダーシリーズでは『仮面ライダーウィザード』（2012年 - 2013年）から『仮面ライダードライブ』（2014年 - 2015年）までを担当した。
2016年5月に「いらない！」と言われJAEを退社。そしてVシネマ『ドライブサーガ 仮面ライダーチェイサー』がアクション監督を務める最後の作品となった。
2022年、特撮テレビドラマ『武蔵忍法伝 忍者烈風』にてスーツアクターとして復帰。

## 出演

### テレビドラマ（出演）
- 森村誠一の終着駅シリーズ 人間の十字架・飛騨高山、刑事の妻の秘密旅行が連続殺人を呼ぶ（1996年）
- 傷だらけの女 第5話（1999年）
- はみだし刑事情熱系（2000年）
- お祭り弁護士・澤田吾朗 秩父夜祭りに消えた女、恋人に殺人容疑が! 巨大笠鉾引き踊り、打ち上げ花火が暴いた真犯人（2002年）
- スカイハイ（2003年）

### 特撮テレビドラマ（出演）
- スーパー戦隊シリーズ
  - 大戦隊ゴーグルファイブ（1982年 - 1983年） - 戦闘員[10][4]
  - 科学戦隊ダイナマン（1983年 - 1984年） - シッポ兵、進化獣（ワニシンカ他）[4]
  - 超電子バイオマン（1984年 - 1985年） - ジュウオウ（代役）[4]、アクアイガー[11]、グリーンツー[12]
  - 電撃戦隊チェンジマン（1985年 - 1986年） - 宇宙獣士、ヒドラー兵[要出典]
  - 超獣戦隊ライブマン（1988年 - 1989年） - ブラックバイソン[4]、ブッチー[4]
  - 高速戦隊ターボレンジャー（1989年 - 1990年） - ブラックターボ[4]
  - 地球戦隊ファイブマン（1990年 - 1991年） - ファイブブルー[4]
  - 鳥人戦隊ジェットマン（1991年 - 1992年） - イエローオウル[4]
  - 恐竜戦隊ジュウレンジャー（1992年 - 1993年） - タイガーレンジャー[4]
  - 五星戦隊ダイレンジャー（1993年 - 1994年） - キリンレンジャー[4]
  - 忍者戦隊カクレンジャー（1994年 - 1995年） - ニンジャイエロー[4]
  - 電磁戦隊メガレンジャー（1997年 - 1998年）
  - 星獣戦隊ギンガマン（1998年 - 1999年） - 破王バットバス[4]
  - 百獣戦隊ガオレンジャー（2001年 - 2002年） - ガオイエロー（代役）[4]
  - 忍風戦隊ハリケンジャー（2002年 - 2003年） - 黒子ロボI[13]、下忍マゲラッパ[14]
  - 獣拳戦隊ゲキレンジャー（2007年 - 2008年）
- メタルヒーローシリーズ
  - 宇宙刑事ギャバン（1982年 - 1983年） - 戦闘員[10][4]、怪人[4]
  - 宇宙刑事シャリバン（1983年 - 1984年）[15]
  - 巨獣特捜ジャスピオン（1985年 - 1986年） - 巨獣[4]
  - 時空戦士スピルバン（1986年 - 1987年） - スピルバン（一部）、ワーラー戦闘機械人 ※ノンクレジット[要出典]
  - 超人機メタルダー（1987年 - 1988年） - 凱聖ドランガー[4]、暴魂トップガンダー（代役）[4]
  - 重甲ビーファイター（1995年 - 1996年） - シュヴァルツ[4]、合成獣ヘビーズネーク（声）、合成獣バグマビルス（声）、合成獣マスクーダー（声・人間態）
  - ビーファイターカブト（1996年 - 1997年） - 変幻鎧将ビーザック[4] 他
- 兄弟拳バイクロッサー（1985年）
- 超光戦士シャンゼリオン（1996年） - 闇生物
- 仮面ライダーシリーズ
  - 仮面ライダーBLACK（1987年 - 1988年） - サボテン怪人[16]
  - 仮面ライダークウガ（2000年 - 2001年） - 幕張署刑事 役
  - 仮面ライダーアギト （2001年 – 2002年）

### 映画（出演）
- 宣戦布告（2002年）
- スーパー戦隊シリーズ
  - 劇場版 五星戦隊ダイレンジャー（1993年）
  - 劇場版 忍者戦隊カクレンジャー（1994年） - ヒトツメコゾウ弟・人間体
  - スーパー戦隊ワールド（1994年）
  - 劇場版 百獣戦隊ガオレンジャー 火の山、吼える（2001年）
  - 忍風戦隊ハリケンジャー シュシュッと THE MOVIE（2002年）
- メタルヒーローシリーズ
  - 超人機メタルダー（1987年）
  - 重甲ビーファイター（1995年） - シュバルツ
- ゴジラ×メカゴジラ（2002年） - 3式機龍（メカゴジラ）[出典 4]、自衛隊員[出典 5]

### Vシネマ（出演）
- スーパー戦隊Vシネマ
  - 超力戦隊オーレンジャー オーレVSカクレンジャー（1996年）
  - 星獣戦隊ギンガマンVSメガレンジャー（1999年）
  - 忍風戦隊ハリケンジャースーパービデオ スーパー忍者とスーパー黒子（2002年）

### イベント（出演）
- JAE NAKED LIVE「がんばろう 日本！」（2011年） - ゲスト出演

## アクション監督

### 特撮テレビドラマ（アクション監督）
- 美少女戦士セーラームーン（2003年 - 2004年、11話、12話）補佐[19]
- スーパー戦隊シリーズ
  - 特捜戦隊デカレンジャー（2004年 - 2005年）
  - 魔法戦隊マジレンジャー（2005年 - 2006年）
  - 轟轟戦隊ボウケンジャー（2006年 - 2007年）
  - 獣拳戦隊ゲキレンジャー（2007年 - 2008年）
  - 炎神戦隊ゴーオンジャー（2008年 - 2009年）
  - 侍戦隊シンケンジャー（2009年 - 2010年）
  - 天装戦隊ゴセイジャー（2010年 - 2011年）
  - 海賊戦隊ゴーカイジャー（2011年 - 2012年）
- 仮面ライダーシリーズ
  - 仮面ライダーウィザード（2012年 - 2013年）[注釈 2]
  - 仮面ライダー鎧武/ガイム（2013年 - 2014年）
  - 仮面ライダードライブ（2014年 - 2015年）

#### テレビスペシャル
- 新春かくし芸大会（2004年）[20]
- 烈車戦隊トッキュウジャーVS仮面ライダー鎧武 春休み合体スペシャル（2014年）※共同
- 手裏剣戦隊ニンニンジャーVS仮面ライダードライブ 春休み合体1時間スペシャル（2015年）※共同

### 映画（アクション監督）
- ゴジラ×メカゴジラ（2002年） - 補佐
- あずみ（2003年） - 補佐
- 陰陽師II（2003年）補佐
- スカイハイ 劇場版 （2003年、東映） - 補佐
- スーパー戦隊シリーズ
  - 特捜戦隊デカレンジャー THE MOVIE フルブラスト・アクション（2004年）
  - 魔法戦隊マジレンジャー THE MOVIE インフェルシアの花嫁（2005年）
  - 轟轟戦隊ボウケンジャー THE MOVIE 最強のプレシャス（2006年）
  - 電影版 獣拳戦隊ゲキレンジャー ネイネイ!ホウホウ!香港大決戦（2007年）
  - 炎神戦隊ゴーオンジャー BUNBUN!BANBAN!劇場BANG!!（2008年）
  - 劇場版 炎神戦隊ゴーオンジャーVSゲキレンジャー（2009年）
  - 侍戦隊シンケンジャー 銀幕版 天下分け目の戦（2009年）
  - 侍戦隊シンケンジャーVSゴーオンジャー 銀幕BANG!!（2010年）
  - 天装戦隊ゴセイジャーVSシンケンジャー エピックon銀幕（2011年）
  - ゴーカイジャー ゴセイジャー スーパー戦隊199ヒーロー大決戦（2011年）
  - 海賊戦隊ゴーカイジャーVS宇宙刑事ギャバン THE MOVIE（2012年）
- 仮面ライダーシリーズ
  - 劇場版 仮面ライダーウィザード in Magic Land（2013年）
  - 仮面ライダー×仮面ライダー 鎧武&ウィザード 天下分け目の戦国MOVIE大合戦（2013年）
  - 劇場版 仮面ライダー鎧武 サッカー大決戦!黄金の果実争奪杯!（2014年）
  - 仮面ライダー×仮面ライダー ドライブ&鎧武 MOVIE大戦フルスロットル（2014年）
  - 劇場版 仮面ライダードライブ サプライズ・フューチャー（2015年）
  - 仮面ライダー×仮面ライダー ゴースト&ドライブ 超MOVIE大戦ジェネシス（2015年）共同
- スーパーヒーロー大戦シリーズ
  - 仮面ライダー×スーパー戦隊 スーパーヒーロー大戦（2012年） - 補佐
  - 平成ライダー対昭和ライダー 仮面ライダー大戦 feat.スーパー戦隊（2014年） - 補佐

### オリジナルビデオ、ネットムービー（アクション監督）
- スーパー戦隊シリーズ
  - 忍風戦隊ハリケンジャーVSガオレンジャー（2003年）※ 補佐
  - 爆竜戦隊アバレンジャーVSハリケンジャー（2004年）※ 補佐
  - 特捜戦隊デカレンジャー スーパービデオ 超必殺わざ勝負!デカレッドVSデカブレイク（2004年）
  - 特捜戦隊デカレンジャーVSアバレンジャー（2005年）
  - 魔法戦隊マジレンジャー スペシャルDVD 大公開!黄金（ゴールド）グリップフォンの超魔法〜ゴル・ゴール・ゴー・ゴー〜（2005年）
  - 魔法戦隊マジレンジャーVSデカレンジャー（2006年）
  - 轟轟戦隊ボウケンジャーVSスーパー戦隊（2007年）
  - 獣拳戦隊ゲキレンジャー スペシャルDVD ギュンギュン!拳聖大運動会（2007年）
  - 獣拳戦隊ゲキレンジャーVSボウケンジャー（2008年）
  - 炎神戦隊ゴーオンジャー BONBON！BONBON！ネットでBONG!!（2008年）
  - 炎神戦隊ゴーオンジャースペシャルDVD ゼミナールだよ!全員GO-ON!（2008年）
  - 侍戦隊シンケンジャー スペシャルDVD 光侍驚変身（2009年）
  - 帰ってきた侍戦隊シンケンジャー 特別幕（2010年）
  - 帰ってきた天装戦隊ゴセイジャー last epic（2011年）
  - 海賊戦隊ゴーカイジャー キンキンに!ド派手に行くぜ!36段ゴーカイチェンジ!!（2011年）
- 仮面ライダーシリーズ
  - 仮面ライダーウィザード 超バトルDVD ダンスリングでショータイム!!（2013年）
  - てれびくん超バトルDVD 仮面ライダー鎧武 フレッシュオレンジアームズ誕生! 〜君もつかめ!フレッシュの力〜（2014年）
  - 仮面ライダードライブ シークレット・ミッション type TV-KUN ハンター&モンスター! 超怪盗の謎を追え!（2014年）
  - 仮面ライダードライブ シークレット・ミッション type ZERO 第0話 カウントダウン to グローバルフリーズ（2014年）
  - 仮面ライダードライブ シークレット・ミッション type HIGH-SPEED! ホンモノの力! タイプハイスピード誕生!（2015年）
  - ドライブサーガ 仮面ライダーチェイサー（2016年）

### 舞台（アクション監督）
- つかこうへいダブルス「飛龍伝2001」（2001年）
- つかこうへいダブルス「幕末純情伝」（2003年）
- つかこうへいダブルス「飛龍伝」（2003年）
- つかこうへい作・演出「寝取られ宗介」（2003年）

### CM（アクション監督）
- カゴメ 「バランス戦隊ベジレンジャー　ベジレンジャー隊長、なう」編（Webサイト）（2012年） - ポージング指導[21]

### PV（アクション監督）
- Mitsuru Matsuoka EARNEST DRIVE「SURPRISE-DRIVE」（2014年、avex trax）など